# Sycophila fulva
Sycophila fulva är en stekelart som först beskrevs av Cameron 1904.  Sycophila fulva ingår i släktet Sycophila och familjen kragglanssteklar. Inga underarter finns listade i Catalogue of Life.